# KkStB 40.0
KkStB 40.0 — моторний вагон з тяговим електродвигуном Ц.к. Австрійської Державної залізниці, що використовувався на локальній залізниці Табор — Бехинє у Центральній Богемії завдовжки 24,091 км з нормальною колією 1435 мм. Залізницю відкрили 1897 і вона є найстарішою електрифікованою залізницею на теренах сучасної Чехії.

## Історія
Моторний вагон розробив Франтішек Кржіжік (англ. František Křižík), а виробляли його на машинобудівній фабриці Ringhoffer-Werke у Празі. Перші два вагони (40.001; 40.002) виготовили 1903, наступні два (40.003; 40.004) відповідно 1905, 1908. Вагони різних років дещо відрізнялись між собою. Спочатку вагони працювали на постійному струмі напругою 1.4 кВ. Вагони встановили на двох двовісних візках з спільним приводом (Bо'Bо’).
Після завершення СВ1 локальна залізниця відійшла 1918 до новоствореної Чехословацької залізниці (ČSD), де вагони отримали позначення M 400.001-004. При реконструкції 1929 вагони перевели на напругу 1,5 кВ. Вагони знову ґрунтовно перебудували у 1931/32 та 1937/38 роках, коли вагон M 400.004 списали. Решту використовували для пасажирських перевезень до 1953 року. Із запровадженням 1956 електровозів серії E 422.0 відмовились від використання вагонів М 400.002 (1961) і 400.003 М (1974). Вагон M 400.001 відновили на шасі M 400.003. Його ґрунтовно модернізували 1971 з встановленням нової системи гальмування, фар, пантографа. З того часу він використовується як музейний транспортний засіб Технічного музею Праги, регулярно здійснюючи рейси по давньому маршруту.

### Технічні дані паротяга KkStB 40.0
|                             |                                                                                 |
| Розміри                     | Параметри                                                                       |
| Позначення                  | kkStB 40.001-40.004 ČSD M 400.001-М 400.004                                     |
| Кількість                   | 4                                                                               |
| Роки випуску                | 1903 / 1903 / 1905 / 1908                                                       |
| Країна-виробник             | Австро-Угорська імперія                                                         |
| Завод-виробник              | Франтішек Кршіжік Ringhoffer-Werke • Сміхов                                     |
| Осьва формула               | Bo' Bo'                                                                         |
| Ширина колії                | 1435 мм                                                                         |
| Колісна база візка          | 2000 мм                                                                         |
| Загальна колісна база       | 9.500 мм / 9.500 мм / 10.500 мм / 10.500 мм                                     |
| Клас вагонів                | 2/3                                                                             |
| Кількість сидінь за класами | 2 клас: 10 / 10 / 8 / 8 3 клас: 30 / 30 / 40 / 40                               |
| Маса паротяга порожнього    | 18,8 т / 18,8 т / 20,8 т / 20,2 т                                               |
| Маса паротяга робоча        | 22,9 т / 22,9 т / 25,4 т / 25,4 т                                               |
| Зчіпна маса локомотива      | 5,7 т / 5,7 т / 6,35 т / 6,64 т                                                 |
| Довжина                     | 12.900 мм / 12.900 мм / 13.900 мм / 13.900 мм                                   |
| Годинна потужність          | 140 к.с. / 140 к.с. / 160 к.с. / 160 к.с. 103 кВт / 103 кВт / 117 кВт / 117 кВт |
| Швидкість                   | 35 км/год                                                                       |
| Діаметр коліс               | 850 мм                                                                          |
| Система електропостачання   | 1,4 кВ постійний струм з 1923 — 1,5 кВ постійний струм                          |
| Привід                      | 4 електромотори типу Tatzlager                                                  |
| Гальма                      | електричне механічне від шпинделя пневматичне (лише М 40.003 — М 40.004)        |
| Опалення                    | електричне                                                                      |
| Час списання                | 1937 (М 400.004), 1961 (М 400.002), 1974 (М 400.003)                            |